# Jully Black
Jully Black (Jullyann Inderia Gordon, 8 de noviembre de 1977) es una cantante, compositora y actriz canadiense. Ha escrito canciones para muchos artistas, incluidos Nas, Saukrates, Choclair, Kardinal Offishall, Destiny's Child y Sean Paul. Fue elegida por CBC Music como una de "Las 25 mejores cantantes canadienses de la historia" y ha sido llamada "La reina del R&B de Canadá" por sus admiradores y pares.
En el verano de 2005, Universal Music Canada lanzó su álbum debut, This Is Me. El álbum incluía los exitosos sencillos "Sweat of Your Brow" y "5x Love". Según un informe de piratería de la Federación Internacional de la Industria Fonográfica, hubo 2,8 millones de solicitudes de intercambio ilegal de archivos para su música en las dos primeras semanas del lanzamiento del disco.

## Discografía

### Álbumes
- 2005: This Is Me
- 2007: Revival
- 2009: The Black Book

### Mixes oficiales
- 2012: Dropping W